# Лорийский 208-й пехотный полк
208-й пехотный Лорийский полк — пехотная воинская часть Русской императорской армии. Старшинство — 12 июля 1887 года. Полковой праздник — 17 октября, день преподобного мученика Андрея Критского. Дислокация — с. Хасавюрт. С 1910 года полк входил в состав 52-й пехотной дивизии.

## История
Полк сформирован 12 июля 1887 года на Кавказе, под названием 2-й Кавказской туземной резервной кадровой дружины, укомплектованной исключительно туземным населением Закавказского края христианского вероисповедания, дружина эта была включена в состав Кавказских казачьих войск.
20 сентября 1889 года дружина была назначена в регулярные войска и переформирована в двухбатальонный Делижанский резервный кадровый полк, названный 25 марта 1891 года Лорийским резервным кадровым полком.
17 ноября 1891 года полку пожаловано простое знамя.
24 октября 1894 года полк был переформирован и назван Лорийским резервным пехотным полком. 26 мая 1899 года к наименованию полка присоединен № 264.
30 декабря 1908 года полк, с присоединением пяти рот 4-го Варшавского и трёх рот 1-го, 2-го и 3-го Ковенских крепостных пехотных полков, переформирован в четыре батальона и назван 264-м пехотным Лорийским полком. 20 февраля 1910 года № полка был изменён на 208.

## Командиры полка
- 09.11.1889 — 20.04.1893 — полковник Печковский, Андрей Феликсович
- 07.06.1893 — 07.04.1898 — полковник Берхман, Георгий Эдуардович
- 07.04.1898 — 19.01.1901 — полковник Арцышевский, Болеслав Феликсович
- 16.04.1901 — 23.06.1904 — полковник Каньшин, Модест Дмитриевич
- 20.08.1904 — 12.07.1907 — полковник Нестеровский, Василий Васильевич
- 12.07.1907 — 27.10.1908 — полковник Островский, Иосиф Альбертович
- 28.10.1908 — 24.01.1911 — полковник Сайчук, Афанасий Семёнович
- 24.01.1911 — 28.02.1915 — полковник Краснопевцев, Александр Васильевич
- 21.03.1915 — 07.05.1915[1] — полковник Тетруев, Василий Гаврилович
- 15.05.1915 — 12.04.1917 — полковник Александрович, Владимир Осипович
- 14.04.1917 — xx.xx.xxxx — полковник Васьков, Фёдор Фёдорович

## Известные люди, служившие в полку
- Апанасенко, Иосиф Родионович — советский военачальник, почетный гражданин Ставрополя
- Пурцеладзе, Георгий Михайлович — генерал-майор, герой Первой мировой войны